# ヨーマ・タコンヌ

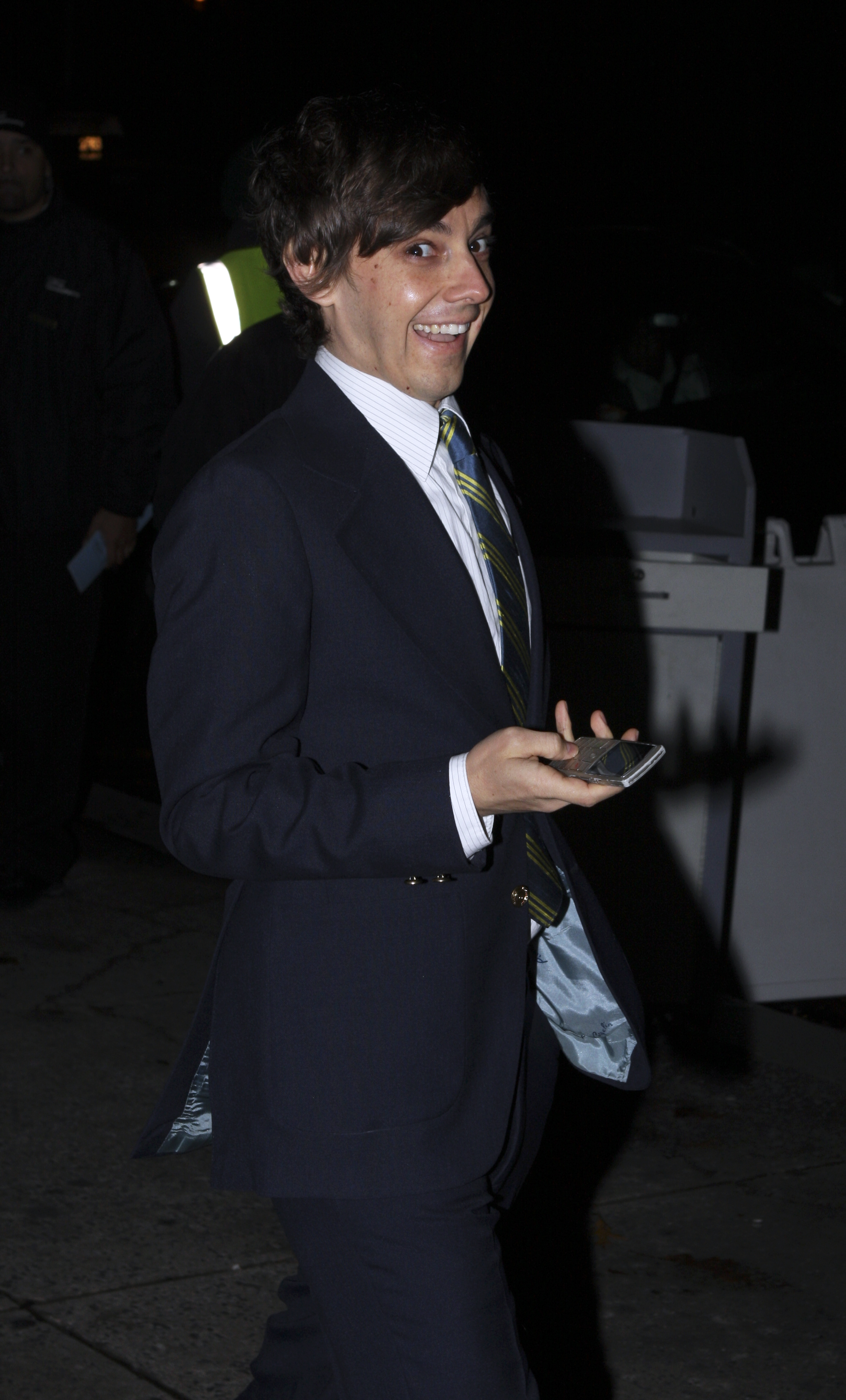
2007年頃のタコンヌ

ヨーマ・タコンヌ（Jorma Taccone）は、アメリカ合衆国のコメディアン、ディレクター、俳優、作家。

## 経歴
ヨーマは、トニー・タコンヌの子息としてバークレー市カリフォルニア州で1977年3月19日に生まれた。彼は、カリフォルニア大学ロサンゼルス校に通学し、2000年に劇場にて学士を獲得した。彼には、義姉エミリーと義弟ネイトがいる。
なお、ヨーマはニューヨーク市に在住で、1人の息子を持つ女性映画監督のマリエル・ヘラーがいる（2014年12月12日生まれ）。
アキヴァ・シェイファーとアンディ・サムバーグとは幼馴染であり、3人でコメディアングループ「ザ・ロンリー・アイランド」として活動している。

## 出演作品

### テレビ番組
- サタデー・ナイト・ライブ 様々な役 ※第22回に登場
- パークス・アンド・レクリエーション ロスコー・サンタンジェロ 役 ※第3回に登場
- ブルックリン・ナイン-ナイン テイラー 役 ※第69話「Coral Palms Pt. 1」

### テレビドラマ
- GIRLS/ガールズ - ブース・ジョナサン役（第3話）

### テレビアニメ
- 怪奇ゾーン グラビティフォールズ - ゲイブ・ベンセン役（第2話）

### 映画
| 出演作品                   | 役                 | 吹き替え   | 備考             |
| -------------------------- | ------------------ | ---------- | ---------------- |
| ぼくたちの奉仕活動         | ミッチ             |            | カメオ出演       |
| マーシャル博士の恐竜ランド | チャカ             | 佐藤せつじ |                  |
| エイリアン バスターズ      | 男性               |            | カメオ出演       |
| アダルトボーイズ遊遊白書   | 男性チアリーダー   |            | カメオ出演       |
| ネイバーズ                 | トーガ             |            | カメオ出演       |
| ランペイジ 巨獣大乱闘      | スキューバダイバー | -          | 削除されたシーン |

### アニメ映画
| 出演作品                        | 役                                          | 吹き替え | 備考  |
| ------------------------------- | ------------------------------------------- | -------- | ----- |
| LEGO ムービー                   | ウィリアム・シェイクスピア                  | 玄田哲章 |       |
| コウノトリ大作戦!               | その他のコウノトリ                          |          |       |
| スパイダーマン:スパイダーバース | ノーマン・オズボーン / グリーンゴブリン     | 鶴岡聡   |       |
| スパイダーマン:スパイダーバース | アース67のピーターパーカー / スパイダーマン | 稲田徹   | [ 6 ] |
| レゴ ムービー 2                 | ラリー・ポピンズ                            |          |       |

## 脚本作品
- サタデー・ナイト・ライブ（2005年 - 2014年）

## 監督作品
- ブルックリン・ナイン-ナイン - 第10話「サンクスギビング」